# Campionats del món de ciclisme en ruta de 1990

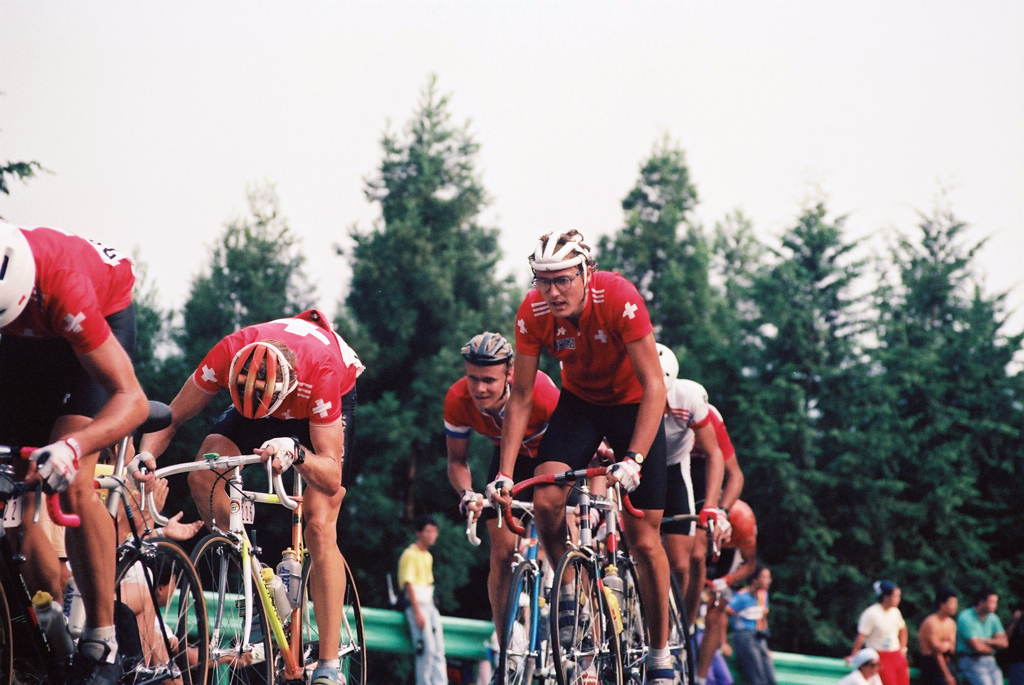
Armin Meier, Roland Meier i Alex Zülle en la cursa en línia amateur.

Els Campionats del món de ciclisme en ruta de 1990 es disputaren del 31 d'agost al 2 de setembre de 1990 a Utsunomiya (Japó).

## Resultats
| Proves :                            | Or                                                                                     | Or         | Argent                                                                         | Argent   | Bronze                                                                                           | Bronze   |
| Masculines                          |                                                                                        |            |                                                                                |          |                                                                                                  |          |
| Cursa en línia masculina detalls    | Rudy Dhaenens · Bèlgica                                                                | 6h51'59"   | Dirk De Wolf · Bèlgica                                                         | m. t.    | Gianni Bugno · Itàlia                                                                            | + 8"     |
| Cursa en línia masculina amateur    | Mirco Gualdi · Itàlia                                                                  | 4h 39' 17" | Roberto Caruso · Itàlia                                                        | + 54"    | Jean-Philippe Dojwa · França                                                                     | + 56"    |
| Contrarellotge per equips masculins | Unió Soviètica · Oleg Galkin · Rouslan Zotov · Igor Patenko · Alexander Markovnitxenko | 1h 56' 50" | RDA · Maik Landsmann · Uwe Peschel · Uwe Berndt · Falk Boden                   | + 15"    | RFA · Rolf Aldag · Kai Hundertmarck · Raimund Lehnert · Michael Rich                             | + 19"    |
| Femenines                           |                                                                                        |            |                                                                                |          |                                                                                                  |          |
| Cursa en línia femenina detalls     | Catherine Marsal · França                                                              | 2h 00' 07" | Ruthie Matthes · Estats Units                                                  | + 3' 24" | Louisa Seghezzi · Itàlia                                                                         | + 3' 24" |
| Contrarellotge per equips femenins  | Països Baixos · Leontien Van Moorsel · Monique Knol · Cora Westland · Astrid Schop     | 1h 03' 51" | Estats Units · Phyllis Hines · Maureen Manley · Eve Stephenson · Inga Thompson | + 16"    | Unió Soviètica · Natalia Melekhina · Nadezhda Kibardina · Valentina Polkanova · Natalia Chipaeva | + 30"    |

## Medaller
| Posició | País           | Or | Plata | Bronze | Total |
| 1       | Itàlia         | 1  | 1     | 2      | 4     |
| 2       | Bèlgica        | 1  | 1     | 0      | 2     |
| 3       | França         | 1  | 0     | 1      | 2     |
| 3       | Unió Soviètica | 1  | 0     | 1      | 2     |
| 4       | Països Baixos  | 1  | 0     | 0      | 1     |
| 5       | Estats Units   | 0  | 2     | 0      | 1     |
| 6       | RDA            | 0  | 1     | 0      | 1     |
| 7       | RFA            | 0  | 0     | 1      | 1     |
| Total   | Total          | 5  | 5     | 5      | 15    |